# Giochi della XXII Olimpiade
I Giochi della XXII Olimpiade (in russo Игры XXII Олимпиады?, Igry XXII Olimpiady), noti anche come Mosca 1980, si svolsero a Mosca, allora capitale dell'Unione Sovietica, dal 19 luglio al 3 agosto 1980.
Questa edizione dei Giochi olimpici estivi è nota per essere stata boicottata dal Comitato Olimpico degli Stati Uniti per protesta verso l'invasione sovietica dell'Afghanistan. L'esempio statunitense fu seguito da altri Paesi (in tutto saranno 65, tra cui il Canada, la Germania Ovest, la Norvegia, il Kenya, il Giappone, la Cina e il blocco delle nazioni arabe); risultano quindi solo 80 le nazioni rappresentate (per un totale di 5179 atleti). 15 paesi (fra i quali Francia, Gran Bretagna e Italia) decisero di far partecipare i propri atleti, ma non sotto le proprie bandiere nazionali.
Il 21% dei concorrenti era di sesso femminile, la percentuale più elevata rispetto alle altre 22 Olimpiadi precedenti.

## Assegnazione
Solo due città si candidarono per ospitare i Giochi della XXII Olimpiade: Mosca e Los Angeles. Mosca ebbe la meglio sulla città americana il 23 ottobre 1974 alla 75ª sessione del CIO tenutasi a Vienna, in Austria.
| Città       | Nazione          | Votazione |
| ----------- | ---------------- | --------- |
| Mosca       | Unione Sovietica | 39        |
| Los Angeles | Stati Uniti      | 20        |

## Sviluppo e preparazione

### Organizzazione
Secondo il rapporto ufficiale, presentato al CIO dal CNO dell'Unione Sovietica, le spese totali per la preparazione e la messa in scena dei Giochi sono state 862,7 milioni di rubli, i ricavi totali 744,8 milioni di rubli.

### Sedi di gara

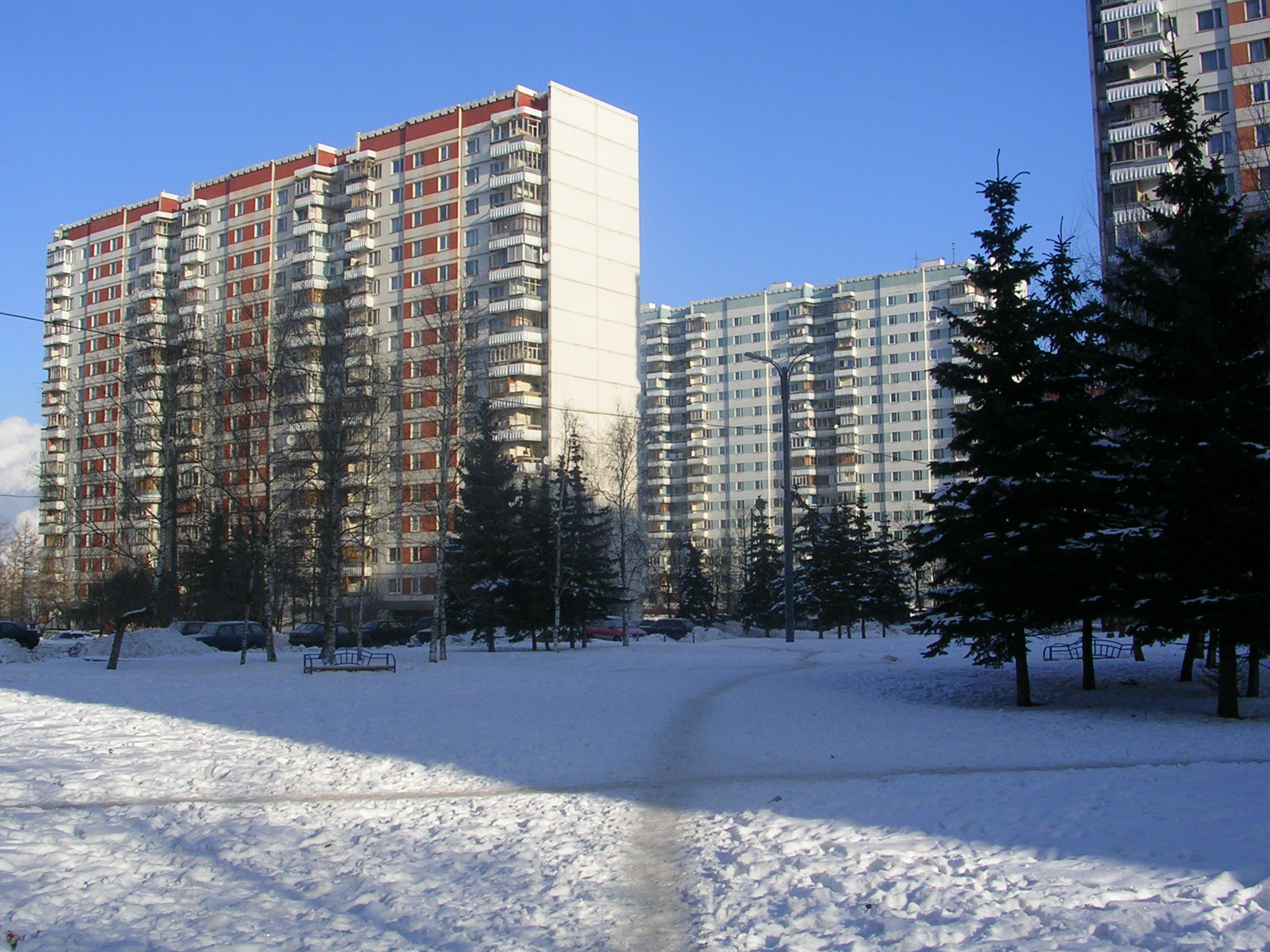
Il Villaggio Olimpico come si presentava nel febbraio 2004

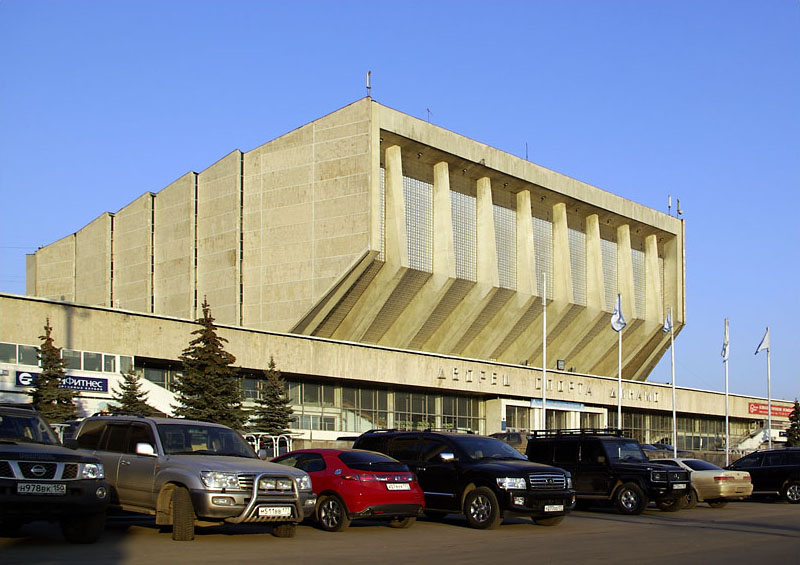
Il Dynamo Stadium a Minsk

- Stadio Lenin - Cerimonie di apertura/chiusura, atletica, calcio (finale), equitazione (salto individuale)
  - Arena Minore 2 - pallavolo
  - Piscina Olimpica di Mosca2 - Pallanuoto
  - Palazzetto dello Sport 2 - Ginnastica, judo
  - Arena Druzhba 1 - Pallavolo
  - Strade di Mosca - Atletica (20 e 50 km a piedi, maratona)
- Olympiysky Sports Complex
  - Stadio Olimpico di Mosca1 - Pallacanestro (finale), pugilato
  - Piscina al Complesso sportivo Olimpiysky 1 - Nuoto, tuffi, pentathlon moderno (nuoto), pallanuoto (finale)
- CSKA (Central Sports Club dell'esercito) Sports Complex
  - CSKA Atletica,1 - Lotta
  - CSKA Calcio, 1 - Scherma, pentathlon moderno (scherma)
  - Palazzetto dello Sport CSKA 1 - Pallacanestro
- Altri luoghi di Mosca
- Villaggio Olimpico: 16 palazzine in stile sovietico.
  - Stadio Dinamo 2- Preliminari di calcio
  - Dynamo Arena Minore 2 - Hockey su prato
  - Giovani Pionieri Stadio 2 - Hockey su prato (finale)
  - Dynamo Palazzetto dello Sport]1, Pallamano
  - Izmailovo Sports Palace 1 - Sollevamento pesi
  - Sokolniki Arena | Sokolniki Sports Palace 2 - Pallamano (finale)
  - Dynamo Shooting Range 2, Mytishchi - Tiro, pentathlon moderno (tiro)
- Complesso Krylatskoye
  - Krylatskoye Sports Complex Velodrome 1,- Ciclismo (pista)
  - Complesso Krylatskoye Circuiti di ciclismo - Ciclismo (gara su strada individuale)
  - Complesso Krylatskoye Campo di tiro dell'arco1, - Tiro con l'arco
- Luoghi fuori Mosca
  - Autostrada M1 - Ciclismo (cronometro a squadre su strada tempo)
  - Stadio Kirov 2, Leningrado, - Preliminari di calcio
  - Stadio Dinamo 2, Minsk, Bielorussia - Preliminari di calcio
  - Olimpiysky National Sports Complex 2, Kiev, Ucraina - Preliminari di calcio
  - Centro velico di Pirita 1, Tallinn, - Vela

1 Nuovi luoghi costruiti in occasione dell'olimpiade.

2 Luoghi modificati o ristrutturati in occasione dell'olimpiade.

### Simboli

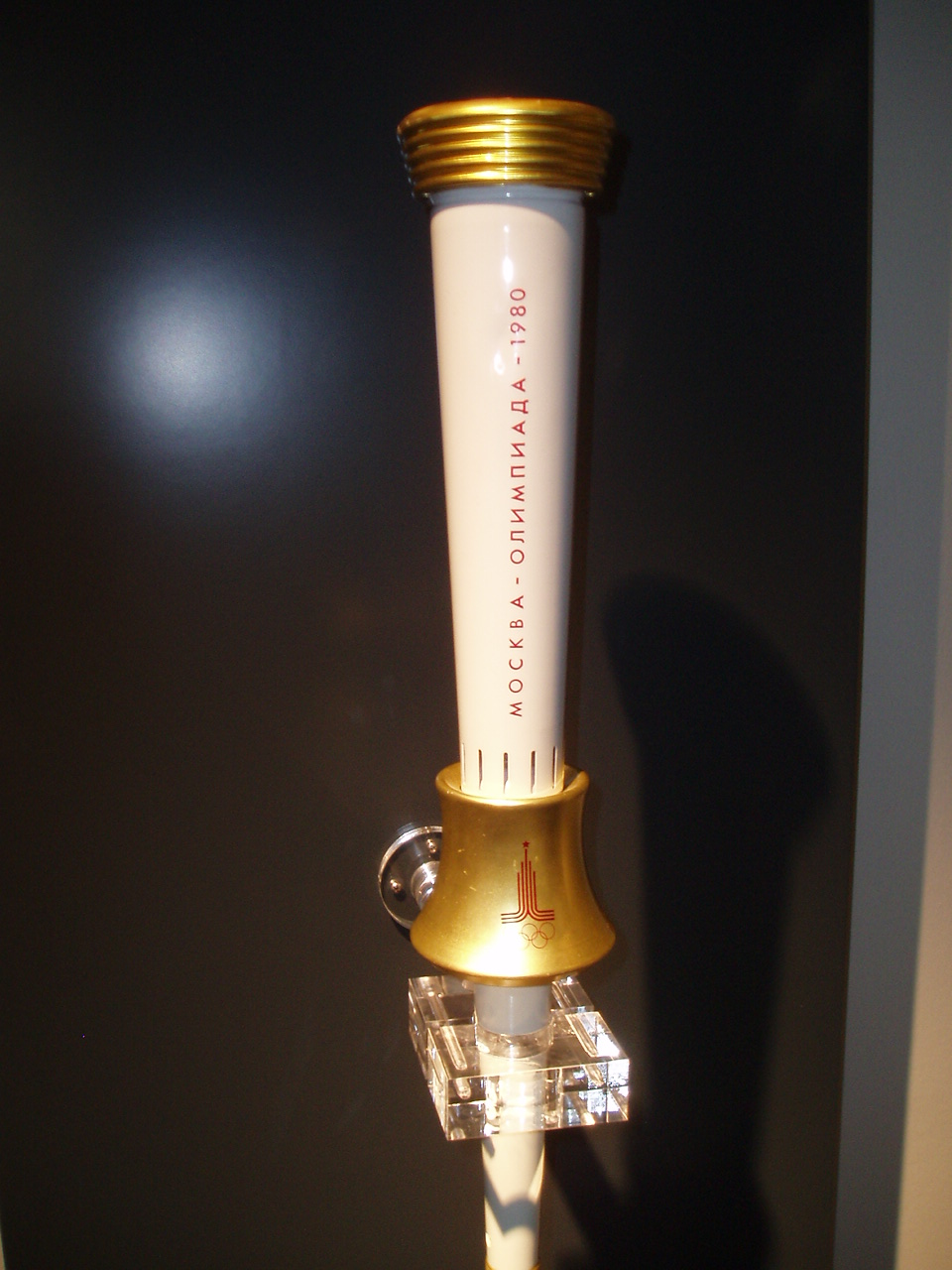
La torcia delle Olimpiadi di Mosca 1980

#### Mascotte
Misha (in russo Миша?) è il nome dell'orsetto immaginario disegnato dall'illustratore Viktor Čižikov che fu scelto come mascotte per l'evento. In russo Misha è un diminutivo del nome maschile Michail. L'orso è inoltre una figura molto popolare in Russia, dove è presente in molte favole e leggende popolari. Misha fu la prima mascotte di un evento sportivo a diventare in breve tempo un fenomeno commerciale. Ad esso si ispirarono infatti bambolotti, orologi, peluche, tazze, souvenir, fumetti, addirittura un set da vodka personalizzato e persino una serie animata prodotta in Giappone. Possiamo quindi considerare Misha come la prima mascotte moderna a cui poi si ispireranno in seguito altre mascotte dei futuri eventi sportivi.
Nel 1977 il comitato organizzatore delle Olimpiadi indisse un concorso per scegliere un'idea che potesse rappresentare un'ipotetica mascotte olimpica. I giudici scelsero il lavoro del disegnatore Victor Čižikov: il disegno raffigurava un cucciolo di orso sorridente che indossava un completo blu-nero-giallo-verde-rosso (i colori degli anelli olimpici) e una cintura, con una fibbia dorata a forma dei cinque anelli. L'orsetto di nome Misha fu confermato come mascotte ufficiale il 19 dicembre 1977. Durante la cerimonia di chiusura dei XXII Giochi Olimpici, un pupazzetto di Misha apparve con una lacrima nel suo occhio; teneva in mano un paio di palloncini e alla fine fu liberato e volò via dallo stadio. Poche ore dopo atterrò su Vorobëvy Gory e in seguito fu esposto per qualche anno in vetrine e fiere.
Questa edizione aveva anche un'altra mascotte, un leone marino di nome Vigri, per le gare di vela a Tallinn.

#### Monete commemorative

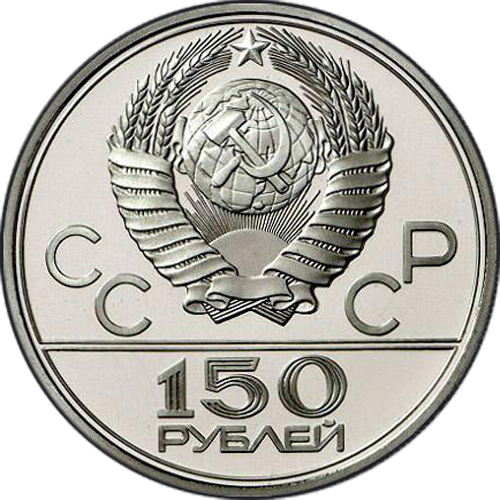
moneta di platino (retro)

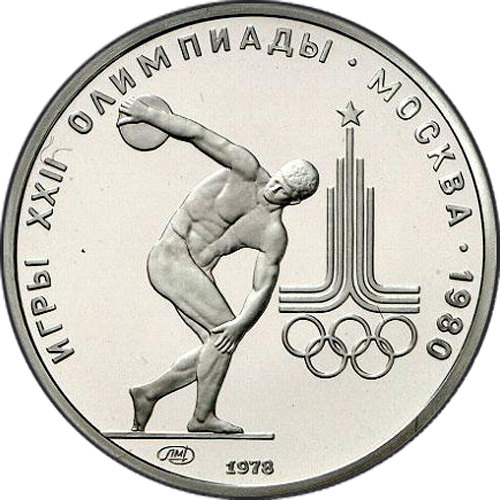
moneta di platino (fronte)

Fu emessa in Unione Sovietica tra il 1977 e il 1980 una serie di monete per commemorare l'evento. La collezione consisteva di cinque monete di platino, sei monete d'oro, 28 monete d'argento e sei monete di bronzo.

### Diffusione
Le emittenti principali dei Giochi furono Gosteleradio per l'Unione Sovietica (1370 tesserini di accreditamento), Eurovision (31 paesi, 818 accrediti) e Intervision (11 paesi, 342 accrediti). Asahi TV ebbe 68 accrediti, fra cui la copertura per il Giappone, mentre l'Organización Iberoamericana de Televisión, che rappresentava il mondo di lingua spagnola, ne ebbe 59.
Per l'Italia furono commentati dalla RAI

## I Giochi

### Paesi partecipanti

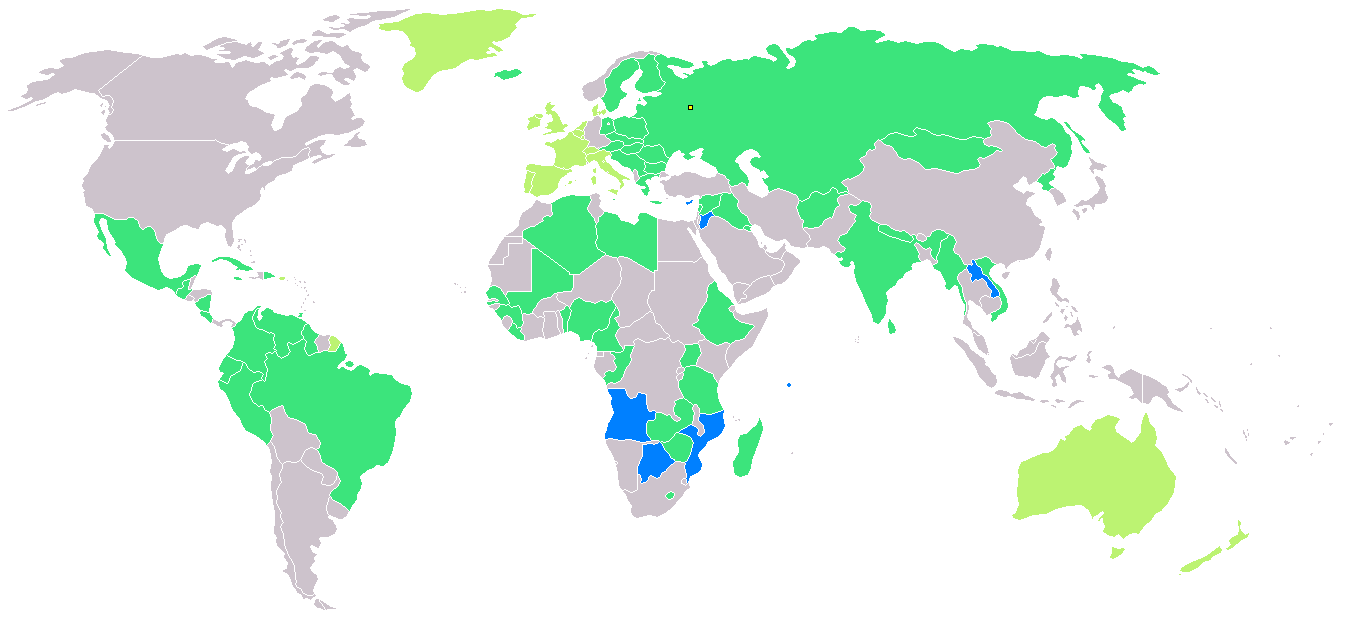
Nazioni partecipanti ai giochi olimpici di Mosca

80 nazioni gareggiarono quindi ai Giochi di Mosca. All'inizio furono 81 ma la Liberia abbandonò l'Olimpiade dopo aver sfilato durante la cerimonia d'apertura. 13 nazioni, pur non aderendo al boicottaggio, in segno di protesta gareggiarono sotto la bandiera olimpica. Sei nazioni fecero il loro debutto proprio in questa edizione dei Giochi Olimpici: Angola, Botswana, Giordania, Laos, Mozambico e le Seychelles. Due paesi si presentarono per la prima volta con un nuovo nome: lo Sri Lanka (prima si chiamava Ceylon) e il Benin (aveva partecipato a Monaco di Baviera 1972 con il nome di Dahomey). Ecco di seguito l'elenco delle nazioni partecipanti (fra parentesi il numero degli atleti iscritti). 
- Afghanistan (11)
- Algeria (59)
- Andorra (2)
- Angola (13)
- Australia (126)
- Austria (89)
- Belgio (61)
- Benin (17)
- Birmania (2)
- Botswana (7)
- Brasile (109)
- Bulgaria (295)
- Camerun (26)
- Cecoslovacchia (216)
- Cipro (14)
- Colombia (23)
- Corea del Nord (50)
- Costa Rica (30)
- Cuba (216)
- Danimarca (63)
- Ecuador (11)
- Etiopia (41)
- Finlandia (124)
- Francia (125)
- Germania Est (362)
- Giamaica (18)
- Giordania (4)
- Gran Bretagna (231)
- Grecia (42)
- Guatemala (10)
- Guinea (9)
- Guyana (8)
- Islanda (9)
- India (74)
- Iraq (44)
- Irlanda (48)
- Italia (163)
- Jugoslavia (162)
- Kuwait (58)
- Laos (19)
- Lesotho (5)
- Libano (17)
- Liberia (7)
- Libia (32)
- Lussemburgo (3)
- Madagascar (11)
- Mali (7)
- Malta (8)
- Messico (45)
- Mongolia (43)
- Mozambico (14)
- Nepal (11)
- Nicaragua (5)
- Nigeria (44)
- Nuova Zelanda (4)
- Paesi Bassi (86)
- Perù (30)
- Polonia (320)
- Porto Rico (3)
- Portogallo (11)
- Congo-Brazzaville (23)
- Rep. Dominicana (6)
- Romania (243)
- San Marino (17)
- Senegal (32)
- Seychelles (11)
- Sierra Leone (14)
- Siria (69)
- Spagna (159)
- Sri Lanka (4)
- Svezia (148)
- Svizzera (84)
- Tanzania (41)
- Trinidad e Tobago (9)
- Uganda (13)
- Ungheria (279)
- Unione Sovietica (506)
- Venezuela (38)
- Vietnam (30)
- Zambia (40)
- Zimbabwe (46)

#### Boicottaggio
Nel dicembre del 1979 l'Unione Sovietica inviò le proprie truppe in Afghanistan per sostenere un governo filo-sovietico instauratosi pochi mesi prima con un colpo di Stato. Con l'invasione sovietica dell'Afghanistan, l'URSS intendeva probabilmente iniziare una sorta di salvaguardia delle sue repubbliche asiatiche contro il possibile pericolo di una espansione della rivoluzione islamica iniziata in Iran dall'ayatollah Khomeini.
Negli Stati Uniti intanto nell'autunno dello stesso anno si sarebbero svolte le elezioni presidenziali. Il presidente democratico Jimmy Carter, anche per riguadagnarsi un po' di popolarità, iniziò a promuovere un boicottaggio delle Olimpiadi di Mosca e in poco tempo lanciò il suo messaggio: se l'URSS non avesse ritirato le sue truppe dall'Afghanistan entro giugno, gli Stati Uniti non avrebbero partecipato alle imminenti Olimpiadi moscovite. La proposta di Carter non era del tutto originale: già da alcuni anni alcune organizzazioni per i diritti umani avevano proposto un boicottaggio delle Olimpiadi per le gravi violazioni sovietiche dei diritti umani. L'Unione Sovietica non pensò neanche lontanamente di ritirare i suoi carri armati dall'Afghanistan e così gli USA mantennero la loro promessa e non si presentarono ai Giochi. Il boicottaggio statunitense, oltre a gravare sugli atleti, si rivelerà inutile anche per il suo ideatore: Carter verrà infatti sconfitto alle presidenziali dal repubblicano Ronald Reagan.
Il boicottaggio statunitense fu per le Olimpiadi un brutto colpo. A Mosca si registrò l'assenza di molte nazioni, compresa anche la Cina comunista appena riammessa dal CIO. In Europa vi furono paesi che aderirono al boicottaggio e non si presentarono, come la Germania Ovest, e chi, come Francia, Belgio, Italia e Gran Bretagna, parteciparono ai Giochi ma senza bandiera né inno nazionale, presentandosi invece sotto le insegne del CIO.
I più penalizzati furono gli atleti e in particolare i non pochi appartenenti a gruppi militari, i quali, essendo alle dirette dipendenze di uno Stato fedele alle scelte dell'Alleanza Atlantica, non poterono partecipare ai Giochi; l'Italia risentì parzialmente di questa scelta. Per quanto riguarda i civili, essi parteciparono ai Giochi a titolo individuale, come specificato nell'articolo 24 del regolamento olimpico.
Ecco di seguito l'elenco delle 65 nazioni che non presero parte ai Giochi Olimpici di Mosca. La maggior parte di esse seguì il boicottaggio degli Stati Uniti (molte di queste parteciparono al Liberty Bell Classic), mentre altre (come lo Zaire) giustificarono la loro assenza per motivi economici.
- Albania
- Antille Olandesi
- Arabia Saudita
- Argentina
- Bahamas
- Bahrein
- Bangladesh
- Barbados
- Belize
- Bermuda
- Bolivia
- Canada
- Ciad
- Cile
- Cina
- Taipei cinese
- Corea del Sud
- Costa d'Avorio
- Egitto
- El Salvador
- Emirati Arabi Uniti
- Figi
- Filippine
- Gabon
- Gambia
- Germania Ovest
- Ghana
- Giappone
- Haiti
- Honduras
- Indonesia
- Iran
- Isole Cayman
- Isole Vergini Americane
- Israele
- Kenya
- Liberia
- Liechtenstein
- Malawi
- Malaysia
- Marocco
- Mauritius
- Monaco
- Niger
- Norvegia
- Pakistan
- Panama
- Papua Nuova Guinea
- Paraguay
- Qatar
- Rep. Centrafricana
- Singapore
- Somalia
- Stati Uniti
- Sudan
- Suriname
- Swaziland
- Thailandia
- Togo
- Tunisia
- Turchia
- Uruguay
- Zaire

### Discipline
Gli sport presenti sono stati i seguenti.
| - Atletica leggera - Calcio - Canoa/kayak - Canottaggio - Ciclismo - Equitazione - Ginnastica - Hockey su prato | - Judo - Lotta - Nuoto - Pallanuoto - Tuffi - Pallacanestro - Pallamano - Pallavolo | - Pentathlon moderno - Pugilato - Scherma - Sollevamento pesi - Tiro - Tiro con l'arco - Vela |

### Cerimonia d'apertura

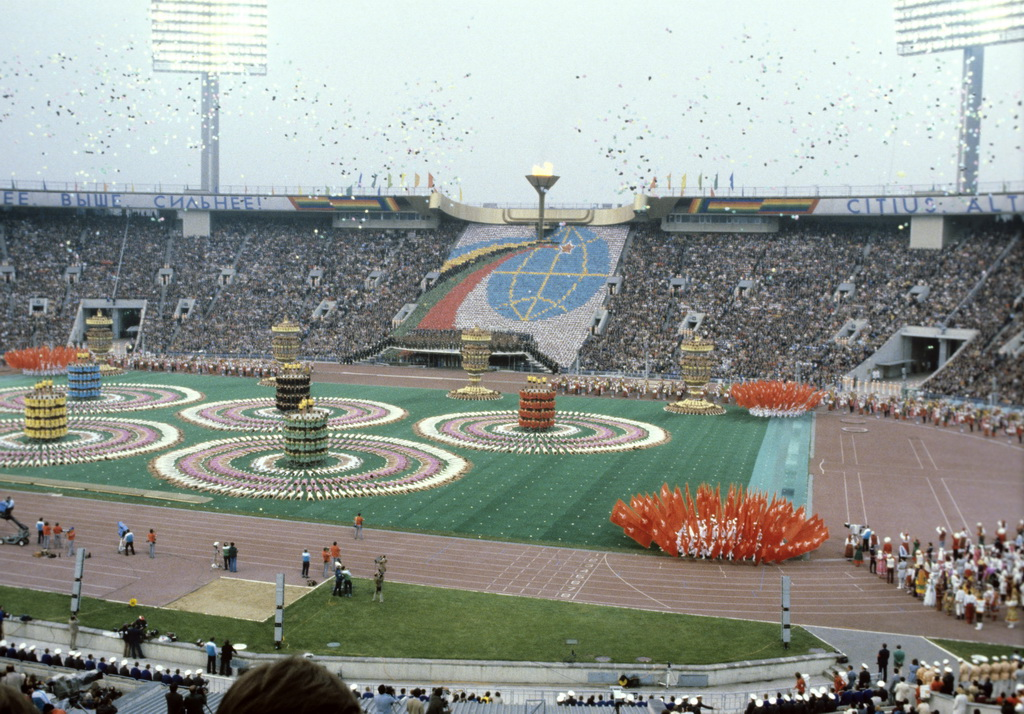
Un momento della cerimonia d'apertura

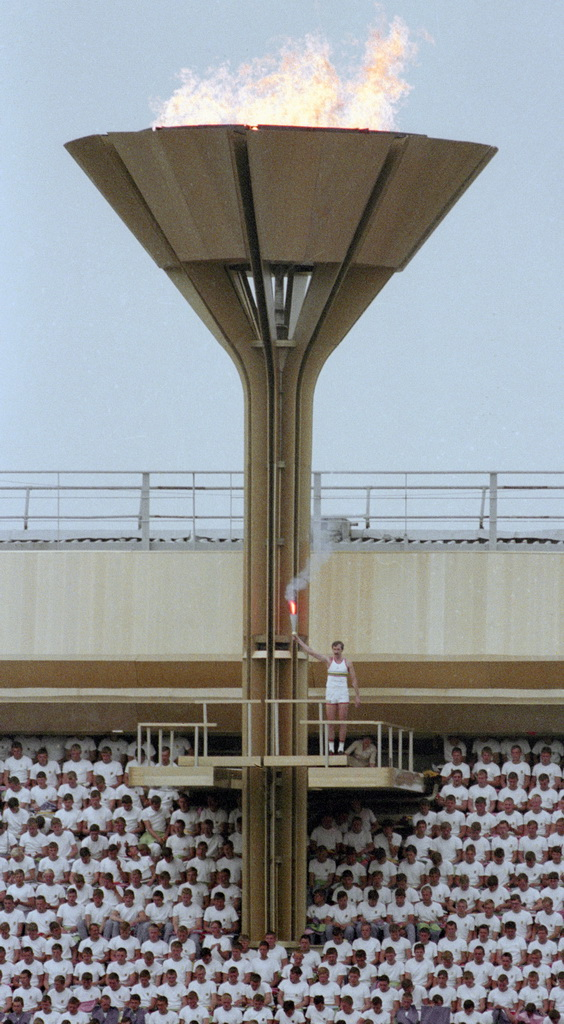
L'accensione del braciere olimpico

La cerimonia di apertura dei Giochi della XXII Olimpiade ebbe inizio dalle ore 16:00 circa (ora di Mosca) il 19 luglio 1980 nel Grande Stadio Lenin. Vi presero parte importanti personaggi dell'Unione Sovietica come l'allora Segretario generale del PCUS e Presidente del Presidium del Soviet Supremo dell'URSS, Leonid Il'ič Brežnev, che aprì di persona i Giochi. La cerimonia di apertura fu lunghissima: durò più di 5 ore, con la celebre sinfonia per pianoforte numero 1 opera 23 di Tchaikovsky ed ebbe inizio con i tradizionali rintocchi dell'Orologio del Cremlino. In seguito venne suonata la Fanfara di Mosca composta dal musicista e compositore sovietico A. Golovin. Al termine della musica entrò nello stadio il leader sovietico Brežnev, accompagnato dall'inno nazionale dell'Unione Sovietica. Seguì una parata di carri greci nello stadio, seguiti da bandiere rosse con il simbolo delle Olimpiadi di Mosca. Ebbe poi inizio la tradizionale sfilata delle nazioni, con la Grecia che da tradizione entrò per prima e l'Unione Sovietica per ultima (la sfilata delle nazioni seguì l'alfabeto cirillico). Si verificò un equivoco durante l'entrata della squadra italiana: sul placard comparve l'acronimo del Comitato olimpico nazionale italiano, ossia "CONI" in caratteri cirillici, che in russo significa "stalloni", e ciò suscitò l'ilarità del pubblico sovietico. Dopo la parata vi fu un messaggio di benvenuto da parte del presidente del Comitato olimpico organizzatore Ignati Novikov. Seguì quindi un discorso del Presidente del Comitato Olimpico Internazionale, Lord Killanin; al termine di esso Brežnev annunciò ufficialmente l'apertura dei XXII Giochi Olimpici dell'Era Moderna.
Venne come da tradizione consegnata la bandiera del Canada, ospite della precedente olimpiade dal sindaco di Montreal, Jean Drapeau, al Presidente del CIO Killanin e poi al Primo Segretario del Gorkom di Mosca del PCUS, Viktor Grišin. Entrò poi la bandiera olimpica che venne innalzata mentre veniva nuovamente suonato l'inno olimpico russo. Entrò quindi l'ultimo tedoforo, Sergej Belov, membro della squadra nazionale di pallacanestro dell'Unione Sovietica, con in mano la fiaccola olimpica. Seguirono il giuramento olimpico - recitato dal ginnasta Nikolaj Andrianov - e il giuramento dei giudici, declamato dall'arbitro di lotta Aleksandr Medved. Dopo l'uscita degli atleti iniziarono le performance artistiche: s'iniziò con il balletto L'Amicizia dei Popoli - una serie di danze tradizionali delle 15 repubbliche sovietiche -, composto da Pyotr Petrovich Londonov e in seguito si ebbero esibizioni di ginnastica; vennero utilizzati gli strumenti classici di tale disciplina quali il nastro, la palla e il cavallo con maniglie. La festa raggiunse il suo culmine con lo spettacolo Dell'allegra danza di Misha: entrarono decine di artisti con indosso il costume dell'orsetto Misha, la mascotte delle Olimpiadi di Mosca, che eseguirono una serie di allegri balletti nello stadio. In seguito si ebbero dei saggi ginnici di bambini sovietici. Apparvero poi cinque pilastri umani nella configurazione degli anelli olimpici, come a voler significare l'umanità dello sport olimpico e non solo. Il finale vide gli artisti che si erano già esibiti durante la cerimonia di apertura rientrare nello stadio sul sottofondo della colonna sonora delle Olimpiadi di Mosca Moscow gives the start! (Старт даёт Москва, Mosca dà l'Avvio!). Vennero poi rilasciati dei palloncini colorati e il teleschermo mostrò in questo momento il logo olimpico di Mosca 1980.

### Cerimonia di chiusura

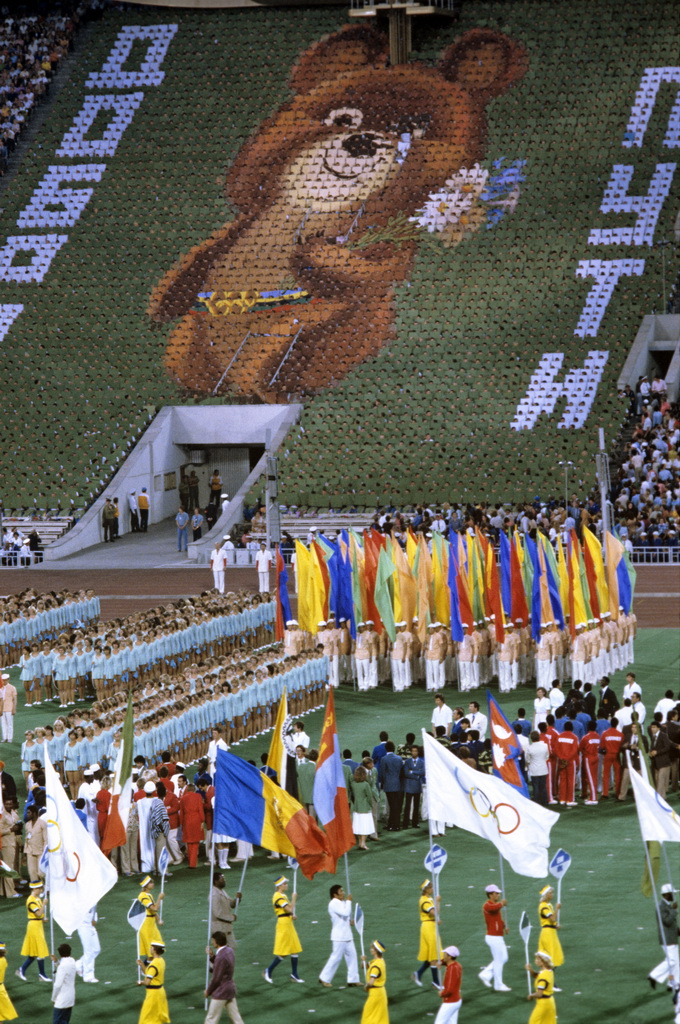
Un momento della cerimonia di chiusura.

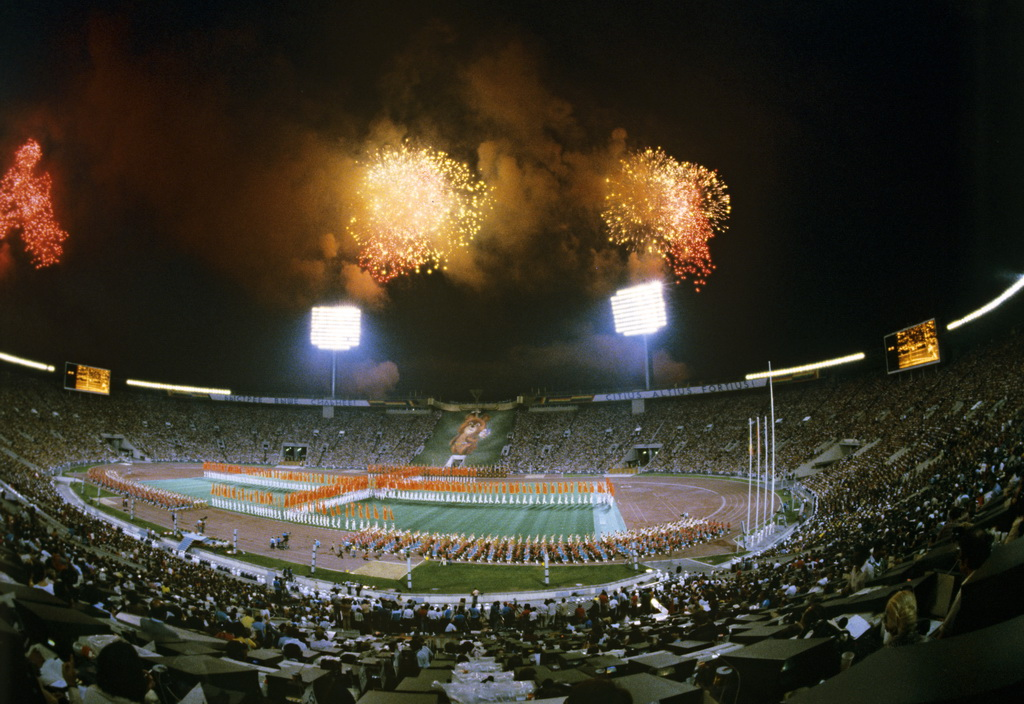
Fuochi artificiali durante la cerimonia di chiusura.

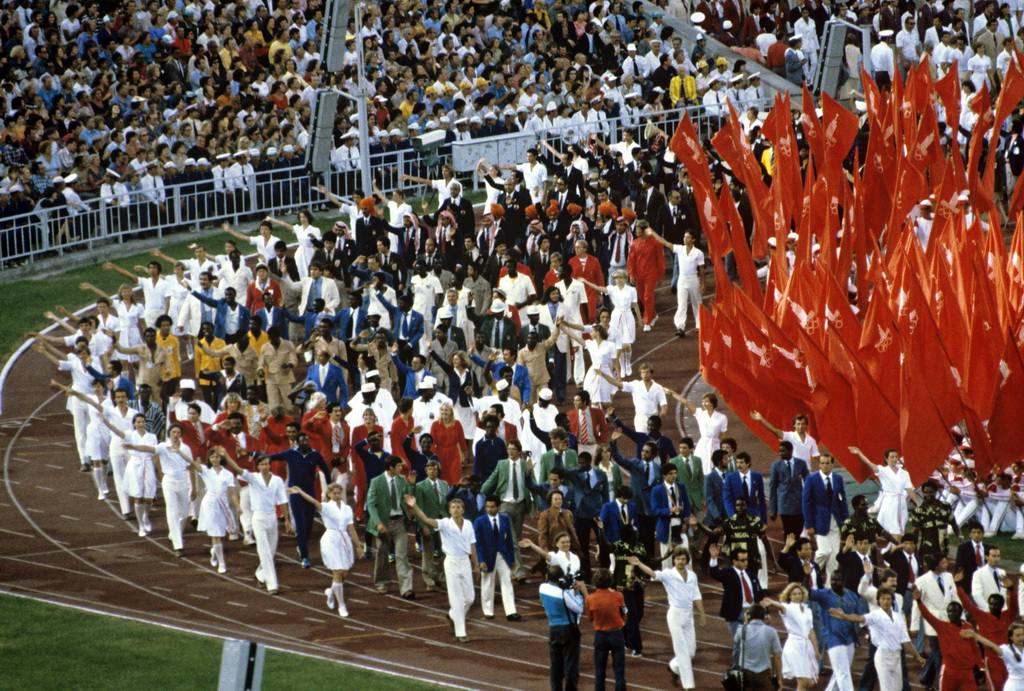
Sfilata delle nazioni durante la cerimonia di chiusura.

La cerimonia di chiusura dei Giochi della XXII Olimpiade si tenne dalle ore 19:30 (ora di Mosca) del 3 agosto 1980 presso il Grande Stadio Lenin. Vi presero parte, come fecero anche per la cerimonia di apertura, il Presidente del Presidium del Soviet Supremo dell'URSS Brežnev e il Presidente del CIO Killanin. Essa fu molto simile alla cerimonia di apertura e infatti iniziò nello stesso modo con i canonici rintocchi dell'orologio del Cremlino. In seguito venne suonata la Fanfara di Mosca, composta dal musicista e compositore sovietico Golovin. Entrarono poi delle bandiere rosse con l'emblema delle Olimpiadi di Mosca, insieme a marescialli e guardalinee. In seguito fu la volta degli atleti che si riunirono nello stadio, come anche i ginnasti e gli altri artisti interpreti delle cerimonie di chiusura e di apertura. Vennero poi suonati l'inno nazionale greco e l'inno nazionale sovietico. La bandiera della città di Los Angeles (e non la bandiera degli Stati Uniti) fu poi consegnata al presidente del CIO sul sottofondo dell'inno olimpico, non di quello statunitense: questi furono gli unici chiari riferimenti al boicottaggio durante tutta la durata dell'olimpiade. Si tenne poi il tradizionale discorso di chiusura del Presidente del CIO, Lord Killanin, in lingua inglese. Egli chiuse i giochi e raccomandò ai giovani del mondo «di tornare quattro anni dopo a Los Angeles». Vi fu poi l'abbassamento della bandiera olimpica e il canto dell'Inno olimpico (in greco) che furono entrambi eseguiti nella stessa disposizione della cerimonia di apertura di 15 giorni prima.
La bandiera olimpica uscì dallo stadio sulle note dell'Inno alla gioia di Beethoven e a accompagnata da fuochi d'artificio. Uscirono poi anche gli atleti, i marescialli, gli sbandieratori multicolori e i ginnasti, mentre entrò un pupazzo di Misha piangente per la fine dell'Olimpiade. Iniziarono poi le performance artistiche. Vi fu un piccolo concerto delle Bande militari del Distretto Militare di Mosca, delle Forze Armate dell'URSS, condotte dal direttore di Musica del Servizio della Banda delle Forze Armate, il generale Nikolaj Michajlov. Come di consueto ci furono anche le tradizionali prestazioni di ginnasti, acrobati e ballerini con il nastro, che formarono alla fine un gigantesco quadro umano (con le ginnaste disposte come il telaio, e gli acrobati e le ballerine al suo interno). Entrarono poi delle gigantesche matrioske, le classiche bambole russe di legno. Vi fu poi un balletto di artisti che rappresentavano alcuni dei gruppi etnici dei popoli dell'Unione Sovietica. Il gran finale fu sorprendente: la testa di Misha apparve sullo schermo dello stadio mentre la sua effigie gigante, montata su palloncini, entrò poi nello stadio accompagnata dalla canzone finale Addio, Mosca (in russo До свиданья, Москва?, Do svidan'ja, Moskva). L'effigie di Misha venne poi rilasciata nel cielo. In seguito, i fuochi d'artificio illuminarono il cielo notturno, e dei ballerini improvvisarono delle danze popolari accompagnati dalla canzone Stadio dei miei sogni (in russo Стадион моей мечты?, Stadion moej mečty); infine vi furono i definitivi saluti e l'uscita generale dallo stadio.

## Risultati

### Medagliere
In questa Olimpiade si sono svolti 203 eventi. Nel medagliere il trionfo fu dell'URSS che favorita anche dall'assenza degli USA conquistò ben 80 medaglie d'oro, 69 d'argento, 46 di bronzo. Seconda fu la Germania Est: 47 medaglie d'oro, 37 d'argento, 42 di bronzo. L'Italia, che si presentò con una squadra incompleta per la forzata assenza degli atleti militari, si aggiudicò 8 medaglie d'oro, 3 d'argento, 4 di bronzo, passando quindi dal 14º posto di Montreal 1976 al 5º posto, prima tra le nazioni del blocco occidentale.

I Paesi che non parteciparono ai Giochi: in blu scuro quelli che aderirono al boicottaggio; in azzurro quelli che non parteciparono per altri motivi; in verde acqua, quelli non invitati dal CIO; in verde, quelli che hanno partecipato sotto la bandiera olimpica o attraverso propri atleti

  Nazione ospitante 
| Posizione | Squadra          |    |    |    | Tot. |
| --------- | ---------------- | -- | -- | -- | ---- |
| 1         | Unione Sovietica | 80 | 69 | 46 | 195  |
| 2         | Germania Est     | 47 | 37 | 42 | 126  |
| 3         | Bulgaria         | 8  | 16 | 17 | 41   |
| 4         | Cuba             | 8  | 7  | 5  | 20   |
| 5         | Italia           | 8  | 3  | 4  | 15   |
| 6         | Ungheria         | 7  | 10 | 15 | 32   |
| 7         | Romania          | 6  | 6  | 13 | 25   |
| 8         | Francia          | 6  | 5  | 3  | 14   |
| 9         | Regno Unito      | 5  | 7  | 9  | 21   |
| 10        | Polonia          | 3  | 14 | 15 | 32   |
| 11        | Svezia           | 3  | 3  | 6  | 12   |
| 12        | Finlandia        | 3  | 1  | 4  | 8    |
| 13        | Cecoslovacchia   | 2  | 3  | 9  | 14   |
| 14        | Jugoslavia       | 2  | 3  | 4  | 9    |
| 15        | Australia        | 2  | 2  | 5  | 9    |
| 16        | Danimarca        | 2  | 1  | 2  | 5    |
| 17        | Brasile          | 2  | 0  | 2  | 4    |
| 17        | Etiopia          | 2  | 0  | 2  | 4    |
| 19        | Svizzera         | 2  | 0  | 0  | 2    |
| 20        | Spagna           | 1  | 3  | 2  | 6    |
| 21        | Austria          | 1  | 2  | 1  | 4    |
| 22        | Grecia           | 1  | 0  | 2  | 3    |
| 23        | Belgio           | 1  | 0  | 0  | 1    |
| 23        | India            | 1  | 0  | 0  | 1    |
| 23        | Zimbabwe         | 1  | 0  | 0  | 1    |
| 26        | Corea del Nord   | 0  | 3  | 2  | 5    |
| 27        | Mongolia         | 0  | 2  | 2  | 4    |
| 28        | Tanzania         | 0  | 2  | 0  | 2    |
| 29        | Messico          | 0  | 1  | 3  | 4    |
| 30        | Paesi Bassi      | 0  | 1  | 2  | 3    |
| 31        | Irlanda          | 0  | 1  | 1  | 2    |
| 32        | Uganda           | 0  | 1  | 0  | 1    |
| 32        | Venezuela        | 0  | 1  | 0  | 1    |
| 34        | Giamaica         | 0  | 0  | 3  | 3    |
| 35        | Guyana           | 0  | 0  | 1  | 1    |
| 35        | Libano           | 0  | 0  | 1  | 1    |

### Protagonisti
Dal punto di vista sportivo gli effetti del boicottaggio americano si rivelarono pesanti in sport come il nuoto maschile, che da sempre aveva avuto tra i suoi vincitori campioni statunitensi. Di seguito ecco un elenco delle vittorie più significative di questa Olimpiade:
- Gli inglesi Sebastian Coe e Steve Ovett, i due padroni-rivali del mezzofondo mondiale, diventano protagonisti di un evento assai curioso. Nella gara degli 800 m, che vede come superfavorito Coe, vince a sorpresa Ovett e per ironia della sorte avviene l'esatto contrario nella gara prediletta da Ovett, i 1500, dove egli finisce addirittura terzo classificato, dietro a Coe e al tedesco orientale Jürgen Straub.
- L'etiope Miruts Yifter ripete l'impresa di Lasse Virén all'Olimpiade precedente e a quella del 1972 e vince i 5000 e i 10000 m. Il tedesco orientale Waldemar Cierpinski vince invece il secondo titolo olimpico consecutivo nella maratona, eguagliando il mitico Abebe Bikila.

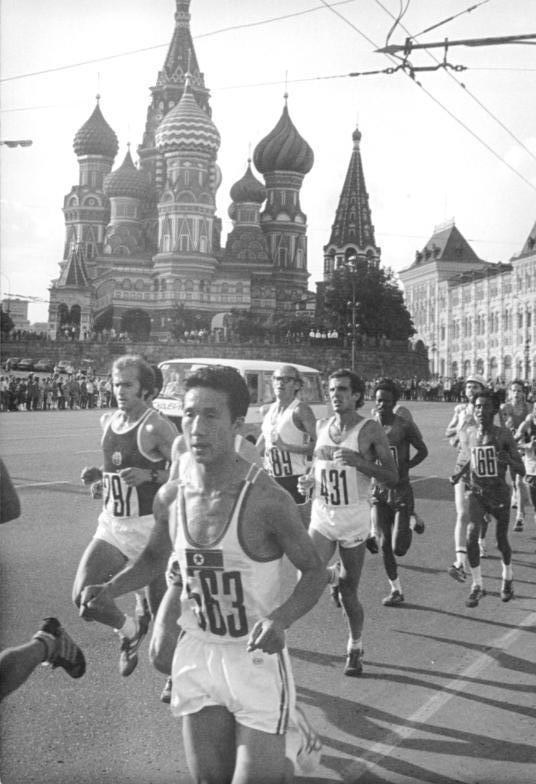
Alcuni maratoneti davanti alla Cattedrale di San Basilio

- Un altro tedesco orientale, Gerd Wessig, è medaglia d'oro nel salto in alto (2,36 m); è sempre un tedesco orientale, Lutz Dombrowski, a stabilire con 8,54 , la seconda misura di ogni tempo nel salto in lungo dopo l'8,90 di Bob Beamon alle Olimpiadi di Città del Messico.
- L'italiano Pietro Mennea arriva a Mosca forte del primato mondiale nei 200 m (19"72) stabilito nel 1979 a Città del Messico, in occasione delle Universiadi. Nei 100m viene eliminato in semifinale, ma vince i 200m in recupero con 20"19 sull'inglese Allan Wells.
- L'italiana Sara Simeoni è medaglia d'oro nel salto in alto con 1,97 m, superando la rivale tedesca Rosemarie Ackermann, che l'aveva battuta precedentemente a Montreal. Inoltre è stata la prima medaglia italiana di quella edizione dei Giochi.
- L'italiano Maurizio Damilano è oro nella 20 km di marcia. Il gemello Giorgio si piazza undicesimo. Maurizio Damilano, dopo il trionfo olimpico, conquisterà 2 bronzi olimpici all'Olimpiade di Los Angeles nel 1984 e a Seul nel 1988.
- Il russo Vladimir Sal'nikov è oro nei 400 e nei 1500 m stile libero stabilendo anche il nuovo record del mondo nei 1500 con il tempo di 14'58"27 (primo uomo a scendere sotto i 15 minuti).
- Nel nuoto femminile la Germania Est si aggiudica 11 medaglie d'oro su 13.
- Assente il Giappone per il boicottaggio, i ginnasti sovietici non trovano rivali e si aggiudicano quasi tutte le medaglie. Aleksandr Ditjatin vince ben 8 medaglie, una per ogni specialità in programma: nessuno c'era riuscito fino ad allora durante una sola Olimpiade; diventa anche il primo ginnasta maschio nella storia delle Olimpiadi a totalizzare un 10, ottenuto nel cavallo con maniglie.
- Nikolaj Andrianov vince 2 medaglie d'oro (volteggio al cavallo, concorso generale a squadre), 2 d'argento (concorso generale individuale, corpo libero) e una di bronzo (sbarra). Conclude così la sua carriera totalizzando 15 medaglie (7 d'oro, 5 d'argento, 3 di bronzo) in 3 partecipazioni olimpiche.
- Il pugile italiano Patrizio Oliva conquista la medaglia d'oro nei superleggeri, prendendosi la rivincita sul sovietico Serik Konakbayev. Oliva ha anche la soddisfazione di vedersi assegnare il Trofeo Val Barker, quale miglior pugile del torneo a prescindere dalla categoria.
- La Jugoslavia vince il torneo di pallacanestro, battendo l'Italia, che in semifinale aveva eliminato la favorita squadra sovietica.
- Ezio Gamba vince il primo titolo olimpico del judo italiano.

Furono stabiliti 36 record mondiali, 39 record europei e 74 record olimpici.